# Distrito Escolar Independiente de Presidio
El Distrito Escolar Independiente de Presidio (Presidio Independent School District en inglés) es un distrito escolar del estado de Texas, Estados Unidos. Su sede está en Presidio.
A partir de 2015 Dennis McEntire es el actual superintendente del distrito. El consejo escolar tiene un presidente, un vicepresidente, un secretario, y cuatro miembros.

## Escuelas
- Presidio High
- Franco Middle
- Presidio Elementary